# František Hrdinka
František Hrdinka (* 2. března 1998 Praha) je český lední hokejista hrající na pozici obránce.

## Život
Ve svých mládežnických letech hrál za HC Letce Letňany. Sezónu 2013/2014 strávil v rakouské mládežnické lize, kde hrál za akademii EC Red Bull Salzburg. Následně přešel do Švédska a nastupoval za mládežnické týmy Frölundy, kterou před sezónou 2016/2017 změnil za Linköpings. V téže se prvně objevil i v mužském výběru, a to ve své vlasti, když nastupoval za BK Mladá Boleslav. Ročník 2017/2018 strávil v Mladé Boleslavi, jak mezi muži, tak ještě vypomáhal i tamním juniorům, a k pěti utkáním nastoupil též za Slovan Ústí nad Labem. Následující sezónu (2018/2019) sice začal v Mladé Boleslavi, ale posléze se v rámci hostování přesunul do pražské Slavie. Poté se opět vrátil do Mladé Boleslavi, nicméně část ročníku strávil na hostování v Prostějově, kde formou hostování strávil i kompletní sezónu 2020/2021.
Následně přestoupil do Přerova, za který odehrál celý ročník 2021/2022 a začal zde i sezónu následující. V jejím průběhu však formou hostování vypomáhal rovněž mladoboleslavskému celku. Poté přestoupil do pražské Slavie.